# Gregor Voglar
Gregor Voglar (tudi Oglar, uradno Gregorius Carbonarius de Wiesenegg), slovenski zdravnik, mecen in diplomat,* 12. marec 1651, Naklo, Habsburška monarhija, † 2. februar 1717, Kranj, Habsburška monarhija.

## Življenje
Gregor Voglar se je rodil 12. marca 1651 v Naklem premožnemu kmetu Martinu in njegovi ženi Alenki. Najverjetneje se je sprva izobraževal v Kranju, nato pa je bil poslan v jezuitske šole v Celovec in Gradec, verjetno po želji staršev, da postane duhovnik. Leta 1674 je doktoriral iz filozofije na jezuitski univerzi v Gradcu. Namesto da bi postal duhovnik se je raje odločil za študij medicine. Medicino je študiral na Dunaju, v Bologni in Rimu, kjer je bil promoviran. Po vrnitvi je postal zdravnik v Pliberku, kjer je uspešno sodeloval pri zatiranju kuge. V letih 1681-1685 je bil zdravnik v Radgoni, tam se je poročil in imel 2 hčeri. Nato je postal zdravstveni svetnik v Gradcu. Ob razpisu za zdravnika v Rusiji je podal prijavo in bil s priporočili štajerskega deželnega glavarja Ivana Adama Monzelia, cesarskega kanclerja grofa Thuna Königsegga, zlasti pa cesarja Leopolda I. izbran za pot v Rusijo. Poleg njega je bil izbran še Giacomo Pylarin iz Benetk. Voglar je s spremstvom po skoraj leto dni trajajočem potovanju z Dunaja, skozi Bratislavo, Krakov, Lublin, Brest, Minsk in Smolensk septembra 1689 pripotoval v Moskvo, ter postal osebni zdravnik carja Petra Velikega.
Živel je v moskovskem predelu, namenjenem tujcem, kjer so po veroizpovedi prevladovali protestanti in katoliki. Sam je bil goreč katolik, pri tem pa je postal oblastem sumljiv, ker se je družil z moskovskimi jezuiti in so mu te stike prepovedali. Prepovedali so mu tudi dopisovanje z Dunajem, kljub pritiskom pa Voglar ni pretrgal stikov ne z jezuiti in ne z Dunajem. Leta 1694 mu je cesar Leopold zaradi organiziranja obnove katoliške cerkve v Moskvi podelil plemiški naslov. Voglar si je izbral ime Carbonarius de Wieseneg. Že v študentskih letih si je svoje ime v skladu z navadami svojega časa polatinil in se podpisoval Gregorius Carbonarius. Po dodelitvi plemiškega naslova pa Gregorius Carbonarius de Wiesenegg. S plemiškim naslovom je dobil tudi plemiški grb v obliki ščita s štirimi polji. V njih sta leva in goli ženski figuri.
Voglarja so Rusi imenovali Grigorij Martinovič Karbonarij. Od leta 1698 je imel tudi zasebno ordinacijo, ki je bila dobro obiskana. Voglar je carja spremljal tudi na njegovem velikem evropskem potovanju, ki je trajalo kar leto in pol. Car je v tem času prepotoval dobršen del Evrope, v želji reformirati Rusijo. Njegovo delo v Rusiji je imelo tudi slabe strani, tako je moral prisostvovati mučenju carjevih upornikov in jih nato obujati, da so jih lahko še naprej mučili.
Za zdravniške zasluge ga je Peter odlikoval z visokim redom (signum laudis). Carja je spremljal tudi v bitkah. V bitki pri Narvi leta  1700, kjer so Švedi hudo porazili Ruse, bil Voglar ujet in interniran v Reval  (današnji Talin). Iz ujetništva je Rusom pošiljal tajna poročila o stanju švedske vojske v Estoniji. Leta 1704 je bil po posredovanju cesarja Leopolda izpuščen. Po vrnitvi k carju ga je ta povišal v vladnega tajnega svetnika ter svojega zaupnega zdravnika. Kot carjev osebni zdravnik se je udeležil bitke pri Poltavi, zatiranja kuge med obleganci Revela 1710 in 1711 bitke za Azov.
Med letoma 1711 in 1714 je deloval v moskovski medicinski upravi. Nato pa je po 26 letih službe pa zaprosil za vrnitev domov. Za njegovo dotedanje delo ga je car bogato nagradil in ga razrešil. Odpotoval je iz Moskve in se decembra 1715  vrnil domov. Naprej je živel v Ljubljani, nato v Naklem in Kranju, kjer je hudo zbolel in 2. februarja 1717 umrl. V svoji oporoki je rojstnemu kraju zapustil 5000 goldinarjev za izgradnjo vodovoda. V njegovo čast stoji spomenik v Naklem.

O Voglarju je pisal tudi Josip Jurčič v knjigi Doktor Karbonarius. 